# زیزی پاپاچاریسی
زیزی پاپاچاریسی (انگلیسی: Zizi Papacharissi؛ زادهٔ) استاد دانشگاه و محقق مطالعات ارتباطی اهل یونان است که در دانشگاه دانشگاه ایلینوی آمریکا تدریس می‌کند. 